# 八日市場郵便局
八日市場郵便局（ようかいちばゆうびんきょく）は千葉県匝瑳市にある郵便局。民営化前の分類では集配普通郵便局であった。

## 概要
住所：〒289-2199 千葉県匝瑳市八日市場ロ140-1

## 沿革
- 1872年8月4日（明治5年7月1日） - 八日市場郵便取扱所として開設[1]。
- 1875年（明治8年）1月1日 - 八日市場郵便局（五等）となる。
- 1878年（明治11年）1月2日 - 為替取扱を開始。
- 1879年（明治12年） - 貯金取扱を開始。
- 1897年（明治30年）3月6日 - 八日市場郵便電信局となる。
- 1903年（明治36年）4月1日 - 通信官署官制の施行に伴い八日市場郵便局となる。
- 1952年（昭和27年）2月1日 - 電気通信業務を、新設の八日市場電報電話局に移管[2]。
- 1956年（昭和31年）11月1日 - 電話通話および和文電報受付事務の取扱を開始[3]。
- 1960年（昭和35年）12月1日 - 平和簡易郵便局から簡易保険業務を移管。
- 1963年（昭和38年）10月11日 - 吉田郵便局から集配業務を移管されるとともに、特定郵便局から普通郵便局に局種別改定。
- 1982年（昭和57年）3月29日 - 八日市場市イから同市ロに移転。
- 1992年（平成4年）2月4日 - 高野簡易郵便局の一時閉鎖[4]に伴い、取扱事務を承継。
- 1992年（平成4年）10月12日 - 野手郵便局から集配業務を移管。
- 1999年（平成11年） - 外国通貨の両替および旅行小切手の売買に関する業務取扱を開始。
- 2004年（平成16年）5月1日 - 野栄野手浜簡易郵便局の一時閉鎖[5]に伴い、取扱事務を承継[6]。
- 2007年（平成19年）10月1日 - 民営化に伴い、併設された郵便事業八日市場支店に一部業務を移管。
- 2012年（平成24年）10月1日 - 日本郵便株式会社発足に伴い、郵便事業八日市場支店を八日市場郵便局に統合。

## 取扱内容
- 郵便、印紙、ゆうパック、内容証明
- 貯金、為替、振替、振込、国際送金、外貨両替・トラベラーズチェック、国債、投資信託
- 生命保険、バイク自賠責保険、自動車保険
- ゆうちょ銀行ATM
- 匝瑳市内（〒289-21xx、289-31xx）の集配業務
- ゆうゆう窓口

## 周辺
- 匝瑳市立八日市場図書館、八日市場公民館
- 敬愛大学八日市場高等学校

## アクセス
- JR総武本線 八日市場駅から徒歩約6分
- JRバス関東 八日市場駅前停留所、匝瑳市内循環バス 富谷停留所下車
- 銚子連絡道路 横芝光ICから北東へ約6km
- 駐車場あり：24台